# Nadhim Shaker
Nadhim Salim Shaker (ur. 13 kwietnia 1958 w Bagdadzie, zm. 11 września 2020 w Irbil) – iracki piłkarz, reprezentant kraju.

## Kariera klubowa
Przygodę z futbolem rozpoczął w 1976 w klubie Al-Ommal. W 1977 został zawodnikiem Al-Quwa Al-Jawiya. Grał w tym zespole przez 11 lat. W 1988 zakończył karierę piłkarską.

## Kariera reprezentacyjna
Po raz pierwszy w reprezentacji zagrał w 1976. W 1986 został powołany przez trenera Evaristo de Macedo na Mistrzostwa Świata 1986, gdzie reprezentacja Iraku odpadła w fazie grupowej. W sumie w reprezentacji wystąpił w 8 spotkaniach.

## Kariera trenerska
Jako trener pracował w takich klubach jak Al-Salam, Al-Sinaa, Al-Karmal, Al-Karkh, Duhok SC, Al-Naft, Zeravani SC, Al-Quwa Al-Jawiya, Erbil SC, Ras al-Khaimah FC i Ararat Teheran. Pracował także z olimpijską reprezentacją Iraku, a także był asystentem w pierwszej kadrze.